# Nebel (Amrum)
 For alternative betydninger, se Nebel. (Se også artikler, som begynder med Nebel)
Nebel (dansk/tysk), Nybøl (ældre dansk) eller Neebel (nordfrisisk) er en landsby og kommune beliggende centralt på den nordfrisiske ø  Amrum i Nordfrisland i det vestlige Sydslesvig. Administrativt hører kommunen under Nordfrislands kreds i den nordtyske delstat Slesvig-Holsten. Kommunen samarbejder på administrativt plan med andre kommuner i omegnen i Før-Amrum kommunefællesskab (Amt Föhr-Amrum). Nebel er sogneby i Sankt Clemens Sogn (Amrum Sogn). Sognet lå som Kongeriske enklave i Før Vesterherred (Ribe Amt), da området tilhørte Danmark.
Byen opstod i 1500-tallet og har bevaret en helt enestående arkitektonisk karakter med mange stråtækte friserhuse.

## Geografi
Byen er beliggende ved øens østkyst ud til vadehavet. Vest for byen strækker sig øens klitlandskab. Kommunen består af hovedbyen Nebel og bebyggelserne Stenodde (nordfrisisk Stianood), Sydtorp (Sössaarep) og Vesterhede (Waasterhias). Gadeskiltene i byen er på nordfrisisk. Ved Stenodde er der en lille havn. 

## Historie
Nebel er første gang nævnt 1651. Stednavnet er sammensat af ny og det nordiske -bøl og blev senere til Nebel. I 1651 findes endnu formen Nyboll. 
Byen er sogneby for hele øen Amrum. Sankt Clemens-Kirken blev opført i 1200-tallet midtvejs mellem Nord- og Sydtorp. Senere udviklede sig omkring kirken og kirkegården den nuværende landsby Nebel som øens nye og tredje landsby. Først i 1908 fik kirken et tårn. 
Blandt byens seværdigheder kan nævnes Amrum Mølle, opført 1771. Vindmøllen huser i dag et museum. Syd for møllen strækker sig vikingetidens jordvold Krümwaal mod syd. Ved Stenodde findes langdyssen Stenodde Dysse. Nordvest for byen i klitterne ligger den arkæologiske område Skalnasdalen med stensætninger og en række gravfelter fra jernalderen og vikingetiden.
Efter den dansk-tyske krig 1864 kom Nebel under tysk styre. Ved folkeafstemningen om Slesvigs genforening med Danmark i 1920, stemte 425 af Nebels indbyggere tysk og 81 dansk, hvormed Nebel foreblev tysk.

## Kendte
- Hark Olufs (1708 - 1754), født i Sydtorp, nordfrisisk søfarer

## Billeder
- Luftbillede
- Gaden Ualjaat i Nebel
- Nebel Kirke med de såkaldte talende gravsten
- Rekonstruktion af et jernalderhus i klitterne
- Vesterhede
- Amrum Klit